# Tachymenis chilensis
Espèce
Synonymes
- Coronella chilensis Schlegel, 1837
- Dipsas chilensis (Schlegel, 1837)
- Tachymenis peruviana var. coronellina Werner, 1898

Statut de conservation UICN

 NT  : Quasi menacé
Tachymenis chilensis est une espèce de serpents de la famille des Dipsadidae.

## Répartition
Cette espèce se rencontre :
- en Argentine dans les provinces de Chubut, de Neuquén et de Río Negro ;
- au Chili dans les régions du Libertador General Bernardo O'Higgins, du Maule et d'Antofagasta.

## Description
C'est un serpent venimeux.

## Liste des sous-espèces
Selon The Reptile Database (29 août 2013) :
- Tachymenis chilensis chilensis (Schlegel, 1837)
- Tachymenis chilensis coronellina Werner, 1898

## Étymologie
Son nom d'espèce, composé de chil[i] et du suffixe latin -ensis, « qui vit dans, qui habite », lui a été donné en référence au lieu de sa découverte, le Chili.

## Publications originales
- Schlegel, 1837 : Essai sur la physionomie des serpens, La Haye, J. Kips, J. HZ. et W. P. van Stockum, vol. 1 (texte intégral).
- Schlegel, 1837 : Essai sur la physionomie des serpens, La Haye, J. Kips, J. HZ. et W. P. van Stockum, vol. 2 (texte intégral).
- Werner, 1898 : Die Reptilien und Batrachier der Sammlung Plate. Zoologische Jahrbuecher Abteilung fuer Systematik Oekologie und Geographie der Tiere, suppl. 4, p. 244-278 (texte intégral).